# Старая Соболева
Старая Соболева — деревня в Аргаяшском районе Челябинской области. Входит в состав Норкинского сельского поселения.

## География
Расположена в центральной части района. Расстояние до районного центра, села Аргаяш, 16 км.

## История
Деревня основана в начале 19 века, каратабынцами (из рода кекюрчик), переселившимися из-за Уральских гор. Названа по фамилии одного из первопоселенцев — Базаргула Соболева. 
В период коллективизации жители деревни организовали колхоз «Спартак». Впоследствии на территории деревни располагалась бригада колхоза им. Кирова.

## Население
| 2002 | 2010 |
| ---- | ---- |
| 402  | ↘367 |

(в 1866 — 85, в 1897 — 130, в 1947 — 401, в 1959 — 205, в 1970 — 445, в 1983 — 354, в 1995 — 428)

## Улицы
- 1 Мая улица
- Улица 40 лет Победы
- Лесная улица
- Молодежная улица
- Родниковая улица
- Улица Труда

## Инфраструктура
- ФАП
- Школа
- Библиотека

## Религия
Мечети
- Мечеть